# Текстильна промисловість
Тексти́льна промисло́вість — одна з найстаріших галузей легкої промисловості, що переробляє рослинну (бавовна, льон, коноплі, джут, кенаф, рамі) і тваринну (вовна, природний шовк) сировину та хімічні й синтетичні волокна на тканини, неткані матеріали, мішкові та мотузяні вироби тощо.
До текстильної промисловості належать: бавовняна, ватна, вовняна, конопле-джутова, льонарська, текстильно-галантерейна, трикотажна, шовкова та ін. Також до неї відносять промисловість первинної переробки льону та інших луб'яних культур, виробництво рибальських сітей, фільтрувальних матеріалів тощо.

## Історія

### До XVII століття
Доморобне виробництво тканин було поширене на українських теренах від неоліту. За часів Київської Русі воно відокремилося в окреме ремесло і набуло деякої диференціації. Значним осередком ткацького ремесла і торгівлі тканинами був Київ, куди привозили ірано-візантійські шовкові і золототкані матерії і суконні вироби з Західної Європи. Військові потреби княжих дружин впливали на поширення виробництва вітрильного полотна, шатер, теплого вовняного одягу тощо.
Після татарської навали і занепаду Києва осередком текстильного виробництва стали міста Галичини і Волині, найпаче Львів; у XVI—XVII століттях також Луцьк, Крем'янець, Володимир-Волинський й інші міста, з середини XVII ст. ще деякі міста Лівобережжя. Із заснуванням цехів, техніка виробництва тканин значно удосконалюється (серед іншого, сукно виготовлялося при допомозі фолюшів — великих ступ для збивання сукна, що ставилися на водяних млинах); разом із тим почалася деяка спеціалізація виробництва.
Гетьманський уряд підтримував розвиток текстильного виробництва (серед іншого для військових потреб — сукно, вітрила) і охороняв його митною політикою. У XVIII столітті у зв'язку з поступовим послабленням автономії гетьманської держави на текстильне виробництво в Україні чимраз більший вплив мала меркантилістична політика царського уряду, регламентація виробництва, його розбудова (головним чином в центральних районах Росії) для військових потреб (сукно для армії), скуп текстилю державою; вона й мала власні текстильні заводи та вівчарські заводи-ферми. На ізоляцію українського текстильного ринку впливала заборона вивозити за кордони Російської імперії тканини з льону і конопель (1714), вовни і вовняного прядива (1720) і ввозу (1721) полотна, шовкових матерій, панчішних виробів тощо. Водночас московські підприємства скуповували за низькою ціною українське прядиво й вовну та перепродавали їх у Москву або за кордон за дорожчими цінами. У 1757 році скасовано митний кордон між Україною і Росією. Тариф 1822 року остаточно забезпечив російській текстильній продукції монопольне становище в Україні, а з 1830-го запроваджено також і спеціальне мито на польські суконні вироби.
З кінця XVII століття панівною формою текстильного виробництва в Україні стає мануфактура. Вона виступала у двох видах: поміщицької (також вотчинна — посесійна або кріпосницька), яка будувалася на безплатній праці кріпаків, і купецької (капіталістичної) з найманими робітниками. Власниками текстильних мануфактур були козацька старшина, російські і польські поміщики та купці (переважно росіяни), а також держава. Текстильні мануфактури (в Україні майже винятково суконні) нараховували від 15 (це були властиво ремісничо-кустарні верстати) до 1000 робітників. На великих мануфактурах процес праці був досить диференційований.
До перших більших текстильних мануфактур в Україні належали Глушківська (біля Путивля), заснована в 1719 році, одна з найбільших в Російській Імперії (у 1797 році виробляла 145,4 тис. м сукна, мала 9478 робітників) та (з 1722 року) Ряшківська (на території Прилуцького полку) — обидві посесійні. У кінці XVIII століття в Україні було 12 суконних мануфактур, які продукували 216,6 тис. м сукна (у тому числі на Лівобережжя припадало 85,6 %), що становило 14 % продукції усієї Російської Імперії. Майже всю продукцію з поміщицьких мануфактур закуповувала держава; купецькі орієнтувалися на вільний ринок. Суконна мануфактура була пов'язана з зростанням вівчарства; але лише частину вовни перероблювали в Україні, більшість (особливо з південної України, де майже не було суконних мануфактур) експортовали до Росії. Чисельність підприємств (а) і продукції (у тис. м — б) видно з таблиці (числа приблизні) :
|  | Рік | 1797 | 1814 | 1848  | 1859  |
|  |     | 12   | 42   | 76    | 160   |
|  |     | 217  | 293  | 1 190 | 1 256 |

1859 на суконних мануфактурах працювало 15370 робітників; вартість виробництва — 3,1 млн карб. Попри зростання продукції в Україні її уділ у Російській Імперії зменшився у 1859 до 12 % (робітників — 20 %). Географічне розміщення суконних мануфактур зазнало змін. Спершу вони були скупчені на Лівобережжі, на початку XIX століття поширилися й на Правобережжя (особливо на Волинь; це були численні, але малі підприємства). У середині XIX століття на Поділля й Волинь припадало 69 % усіх суконних мануфактур України, але вони давали лише 26 % продукції; відсотки для Чернігівщини 9,6 і 25,8 %, для Київщини — 5,0 і 17,8 %. Слабо були розвинені мануфактури на Півдні України, бо там було мало кріпаків і вигідніше було продавати вовну фабрикам. До середини XIX століття в Україні переважали поміщицькі мануфактури (1848 — 64,6 % продукції України).
У 1850—1860 роках у текстильній промисловості України відбулися далекосяжні зміни, бо через скасування кріпацтва поміщицька мануфактура втратила свою базу (1860 її уділ становив ще 47 %) і незабаром майже перестала існувати; разом з промисловим переворотом і повільним (з 1830-х pp.), але постійним введенням машинної техніки мануфактурне виробництво перетворювалося на фабричне. Число суконних підприємств зазнало зменшення: з 172 у 1859 до 51 у 1900, чисельність робітників з 15 400 до 4460 (для порівняння в Російській Імперії: 864 і 588 підприємств, 123 400 і 95 000 робітників). Про концентрацію виробництва свідчить факт, що 1860 на Клинці (північна Чернігівщина) припадало 47,5 % виробництва сукна України і 92 % купецьких мануфактур (тоді заводи в Клинцях були здебільшого механізовані).
Інші галузі текстильної промисловості (полотняна, шовкова) мали в Україні підрядне значення. Виробництва бавовняних тканин, яке посіло в Росії перше місце, в Україні не існувало.

### XIX століття
У другій пололовині 19 — на початку 20 в. текстильна промисловість зазнала ще більшого занепаду, хоч Україна мала всі дані для її розвитку: чимало власної сировини (вовна, льон, коноплі) і корисне географічне положення для імпорту іноземної (бавовна, джут), багато рук до праці і місцевий ринок збуту. Причиною цього була колоніальна політика Росії, що хотіла мати в Україні ринок збуту для своєї власної промисловості З різних видів текстильної промисловості в Україні майже цілком не було бавовняної і шовкової, дуже слабо була розвинена льонарська і конопляна (дрібні, майже кустарні промисли), слабо (3,4 % всеросійської продукції) вовняна (переважно вовномийні зав.) та були невеликі суконні фабрики в районі Дунаївців на Поділлі (великі суконні заводи на півночі Чернігівщини в м. Клинцях лежали вже за межами української суцільної національної території), краще була розвинена конопле-джутова промисловість (близько 20 % всеросійської), що постала з кінця XIX ст.

### XX століття
1914 в Україні було всього 6 більших текстильних підприємств: дві вовномийки і мішечний завод у Харкові, один мішечноканатний завод і джутова фабрика в Одесі та Луганський завод пресового сукна для олієнь; всі вони давали ледве 0,6 % виробництва всієї промисловості України; число робітників — 14 800 (4 % всіх зайнятих у промисловості України). Уділ української текстильної промисловості становив ледве 1 % всеросійського, і тому Україна була змушена покривати свій попит імпортом текстильних виробів: 1910 — 13 щороку на 188,6 млн карбованців (40,4 % всього імпорту) — майже повнотою з інших частин Російської Імперії (бавовняні і лляні вироби з Росії, вовняні переважно з Польського королівства), лише за 0,7 млн карбованців з-поза її кордонів.

### 1914—1940 роки
Під час Першої світової війни в Україну перенесено деякі дрібні підприємства текстильної промисловості з Росії і Польщі. Після 1917 року текстильна промисловість занепала — у 1920-му вона дала 28,9 % продукції 1915 року, але й ця продукція була переважно призначена на потреби армії; тоді й за т. зв. воєнного комунізму укр. населення рятувалося домашніми промислами. До покращення дійшло за НЕП-у: бл. 65 % дрібніших заводів віддано під оренду приватному капіталові, відремонтовано ряд старих, збудовано деякі нові. У 1927—1928 роках гуртова продукція текстильної промисловості України досягла в цінах 1926—1927 років — 62,2 млн карбованців.
За довоєнних п'ятирічок в Україні створено ряд нових галузей текстильної промисловості: трикотажну (фабрики в Одесі, Харкові, Києві) і первинної обробки луб'яних культур (9 заводів в Одеській, Миколаївській і Дніпропетровській обл.) та реконструйовано і поширено ін. (зокрема вовняну). Вартість продукції текстильної промисловості зросла з 34,6 млн карбованців у 1913 році до 69,2 млн у 1927—1928 роках і 797,4 млн у 1940 році (у незмінних цінах 1926—1927 років), у тому числі трикотажна промисловість з 0 до 18,6 і 308,8 млн карбованців, конопле-джутова з 14,3 до 26,4 і 88,0 млн карбованців. У 1940 році на першому місці стояла трикотажна промисловість, далі конопле-джутова (сконцентрована на двох передрев. заводі — Харківському та Одеському, і близько 20 дрібних, разом 32 % виробництва текстильної промисловості без трикотажної), на дальшому — вовняна (7 фабрик, 28 % виробництва); слабо розвинені були бавовняна (5 зав. — 14 % виробництва текстильної промисловості і ледве 1 % бавовняної промисловості всього СРСР), лляна (2 заводи) й ін. Фактично, не враховуючи трикотажного виробництва, всі інші текстильні вироби Україна була змушена і надалі довозити з Росії.

### З 1950року
Під час Другої світової війни більшість підприємств текстильної промисловості зруйновано і їх реставрація закінчилась аж у 1950—1955-х рр. Починаючи з 1960-х pp. значно розширився асортимент виробництва текстильної промисловості, будуються нові заводи; відбувається частково механізація виробничих процесів. Так, за 1961—1970 роки виробництво білизняних тканин збільшилося у 22 рази, натомість у зв'язку з розширенням обробного виробництва зменшилася питома вага суворих тканин; у вовняній промисловості випуск камвольних тканин збільшився у 28 разів, тонкошерстних — у 8, а грубошерстних зменшився в 10 разів.
1947 р. був споруджений Київський, у 1949 р. — Дарницький шовкові комбінати, 1954 р. — Херсонський бавовняний комбінат, 1956 р. — Одеська прядильно-ткацька фабрика, 1961 р. — Чернівецький текстильний комбінат, 1977 р. — Черкаський і Луцький шовкові комбінати. Паралельно в 1956—1957 рр. були збудовані й розпочали випуск продукції
Житомирський і Рівненський льонокомбінати.
Отже з другої половини XX ст. структура текстильної промисловості України ґрунтовно змінилася, як видно з таблиці (у дужках відсоток продукції УРСР порівняно з усім СРСР):
| Вид продукції                 | 1913      | 1940        | 1960         | 1970         | 1975         |
| ----------------------------- | --------- | ----------- | ------------ | ------------ | ------------ |
| Бавовняні (у млн м)           | 4,7 (0,2) | 13,8 (0,14) | 94,9 (1,5)   | 247,7 (3,3)  | 429,4 (5,5)  |
| Вовняні (у млн м)             | 5,3 (5,2) | 12,0 (9,9)  | 19,1 (5,6)   | 48,8 (9,8)   | 54,4 (9,9)   |
| Шовкові (у млн м)             | —         | —           | 40,0 (4,9)   | 84,4 (6,8)   | 159,2 (10,5) |
| Лляні (у млн м)               | —         | 2,1 (0,7)   | 0,3 (0,1)    | 53,9 (7,4)   | 69,8 (9,1)   |
| Білизна трикотажна (млн штук) | —         | 30,3 (23,9) | 106,9 (22,6) | 147,1 (18,1) | 194,3 (20,4) |
| Верхній трикотаж (млн штук)   | —         | 12,0 (20,4) | 111,6 (19,5) | 71,0 (17,1)  | 73,4 (19,5)  |

## Динаміка галузі
Збудовано: у бавовняній промисловості: Херсонський бавовняний завод (65 % виробництва України), з менших — Тернопільський комбінат, Чернівецьке текстильне об'єднання, бавовняно-прядильні фабрики у Львові, Києві, Нововолинську тощо; з вовняної: фабрики сукна у Стрию, камвольно-прядильна фабрика в Донецькому, Чернігівський суконний комбінат тощо; шовкові комбінати у Києві, Черкасах, Дарниці (Київ).
Значно змінилася сировинна база текстильної промисловості через будову заводів синтетичних та хімічних волокон у Чернігові, Черкасах, Києві та інших, які дають близько 50 % пряжі.

## Географічне розміщення галузі
Географічне розміщення текстильних підприємств дуже нерівномірне. Виробництво бавовняних тканин концентрується в Херсонській обл. (70 %), лляних на Волині (?%), в Рівненській області — 56 %. Житомирській — 44 %, шовкових у Київській (64 %) та Херсонській обл. (23 %); вовняних у Чернігівській обл. (38 %) і Донецько-Придніпровському економічному районі (30 %).
Незважаючи на помітне покращення виробничих процесів (автоматизація виробництва, вдосконалення технології обробки сировини тощо), у загальному профілю текстильної промисловості України й далі важливу роль відіграє виробництво напівфабрикатів (50 % всієї текстильної промисловості), які експортуються поза межі УРСР (головним чином до російського центрального промислового району). У 1970-х pp. на галузі, що виробляють тканини, припадає всього близько 58 % гуртової продукції, 70 % вартості основних фондів і 50 % виробничого персоналу.
Над науково-технічними проблемами розвитку текстильної промисловості працюють Український науково-дослідний інститут текстильної промисловості та Інститут економіки промисловості АН УРСР.